# Меерсон, Лазарь
Лаза́рь Ме́ерович Меерсо́н (8 июля 1897—1938) — французский деятель кинематографа, художник-постановщик, художественный руководитель множества фильмов.

## Биография
Родился 26 июня (по старому стилю) 1897 года в Варшаве, в семье Меера Меерсона и Сары Кисин. Брат известного фотографа Гэри Меерсона. В юности некоторое время жил в Германии, в 1924 году переехал во Францию.
Работал с такими крупными режиссёрами, как Жак Фейдер, Рене Клер, Кинг Видор и др. Его творчество пришлось на период поэтического реализма в кинематографе, одного из ведущих течений киноискусства 30-х годов. За работу художника-постановщика в 1932 году был номинирован на премию «Оскар». В 1936 году эмигрировал в Великобританию, где жил до конца своих дней.

## Фильмография
- Кармен / Carmen (1926)
- Добыча ветра / La proie du vent (1927)
- Соломенная шляпка / Un chapeau de paille d’ltalie (фильм, 1927)
- Двое робких / Les deux timides (1928)
- Под крышами Парижа / Sous les toits de Paris (1930)
- Давид Голдер / David Golder (1930)
- 14 июля / Quatorze Juillet (1933)
- Большая игра / Le Grand jeu (1934)
- Пансион «Мимоза» / Pension Mimosas (1935)
- Героическая кермесса / La Kermesse héroïque (1935)
- Как вам это понравится / As You Like it (1936)
- Пламя над Англией / Fire Over England (1936)
- Цитадель / The Citadel (1938)